# سیارک ۳۳۳۳۰
سیارک ۳۳۳۳۰ (به انگلیسی: 33330 Bareges، نامگذاری:1998SW) سی و سه هزار و سیصد و سی‌امین سیارک کشف شده‌است که در ۱۶ سپتامبر ۱۹۹۸ کشف شد.